# Malaltia terminal

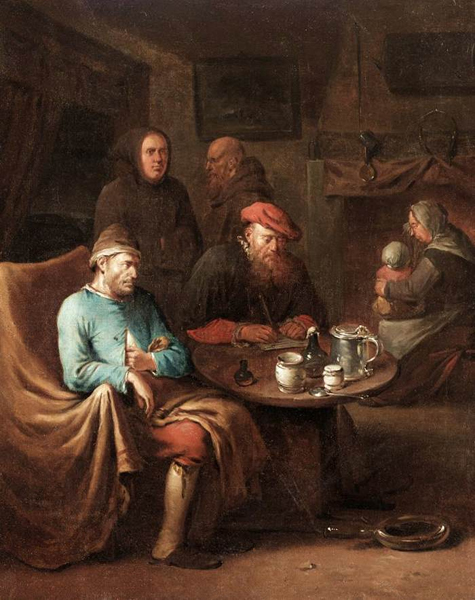
"Visita del metge" d'Egbert van Heemskerck II el Jove.

El terme malaltia terminal es fa servir per designar l'estadi d'una malaltia en què ja no hi ha cap possibilitat de restablir la salut de l'individu, conduint a la fallida dels òrgans i eventualment la mort. En general està relacionat amb les malalties cròniques, però també pot produir-se en trastorns aguts i subaguts. L'individu que es troba en aquest estat rep el nom de pacient terminal, i se li fan cures que en milloren la qualitat de vida, com ara alleujar-li el dolor i tractar-li la depressió, anomenades tractaments pal·liatius, però no són curatius. Un pacient terminal científicament no té possibilitats de sobreviure, i es troba esperant la mort. El patiment i la impotència experimentats pels pacients i els familiars els fa vulnerables als xarlatans.

## Etapes
Cada pacient reacciona de manera diferent davant la notícia que pateix una malaltia terminal. En general, gairebé tots els pacients passen per cinc etapes fins a acceptar la seva dramàtica situació, segons el model de Kübler-Ross, quan es diagnostica una malaltia terminal o una pèrdua catastròfica:
- Negació. És només una defensa temporal per a l'individu. Aquest sentiment és generalment reemplaçat amb una sensibilitat augmentada de les situacions i individus que són deixats enrere després de la mort.
- Ira. L'individu reconeix que la negació no pot continuar. A causa de la ira, aquesta persona és difícil de ser tractada degut als seus sentiments d'ira i enveja. Qualsevol individu que simbolitza vida o energia és subjecte de ser-li projectat un ressentiment o una enveja.
- Negociació. Representa l'esperança que l'individu pot, d'alguna manera, posposar o retardar la mort. Usualment, la negociació per una vida més llarga és realitzada amb un poder superior a canvi d'una forma de vida reformada.
- Depressió. Comença a entendre la certesa de la mort. A causa d'això, l'individu pot tornar silenciós, rebutjar visites i passar molt de temps plorant i lamentant-se. Aquest procés permet a la persona desconnectar de tot sentiment d'amor i afecte. No és recomanable intentar alegrar a una persona que està en aquesta etapa. És un moment important que ha de ser processat.
- Acceptació. És l'etapa final; arriba amb la pau i la comprensió que la mort s'està apropant. Generalment, la persona en aquesta etapa vol que la deixin sola. A més, els sentiments i el dolor físic poden desaparèixer. Aquesta etapa també ha estat descrita com la fi de la lluita contra la mort.